# Ambaguio
Ambaguio ist eine philippinische Stadtgemeinde in der Provinz Nueva Vizcaya. Im Jahre 2015 zählte sie 15.250 Einwohner.
Ambaguio ist in die folgenden acht Baranggays aufgeteilt:
- Ammueg
- Camandag
- Dulli
- Labang
- Napo
- Poblacion
- Salingsingan
- Tiblac